# 埃奧薩島

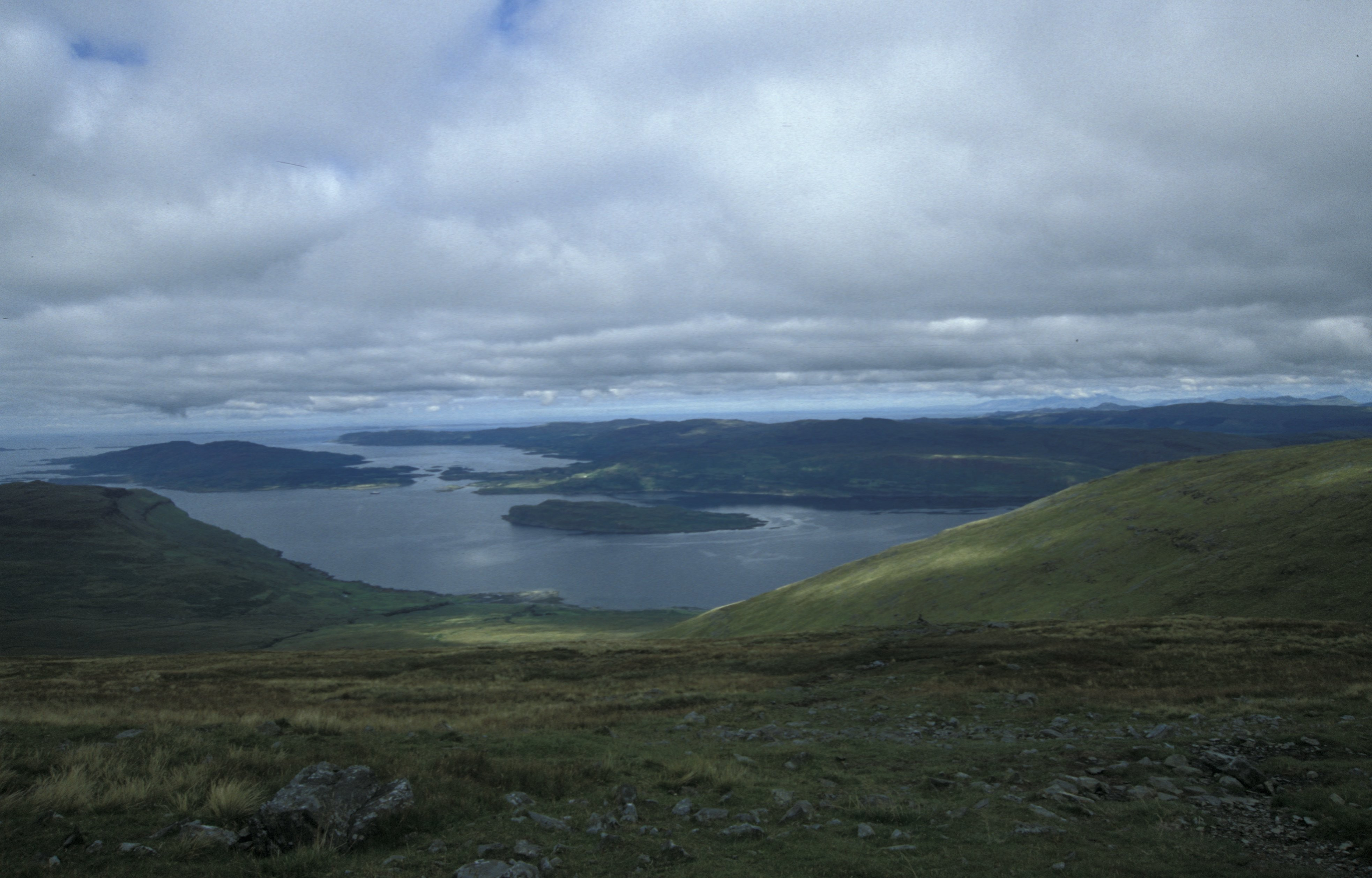

埃奧薩島是蘇格蘭的島嶼，位於馬爾島以西的赫布里底海，屬於內赫布里底群島的一部分，面積1.22平方公里，最高點海拔高度98米，島上無人居住。
56°28′N 6°5.3′W / 56.467°N 6.0883°W